# Зернова міль
Зернова міль (Sitotroga cerealella Oliv) — метелик з родини виїмчастокрилих молей. Поширена повсюдно. Живе в середині зерна, там і заляльковується. Розвиток її проходить в зерносховищах, а на півдні — і в польових умовах. Гусениці пошкоджують зерно в період наливання. Лабораторна культура зернової молі використовується для масового розведення паразита трихограми.

## Опис

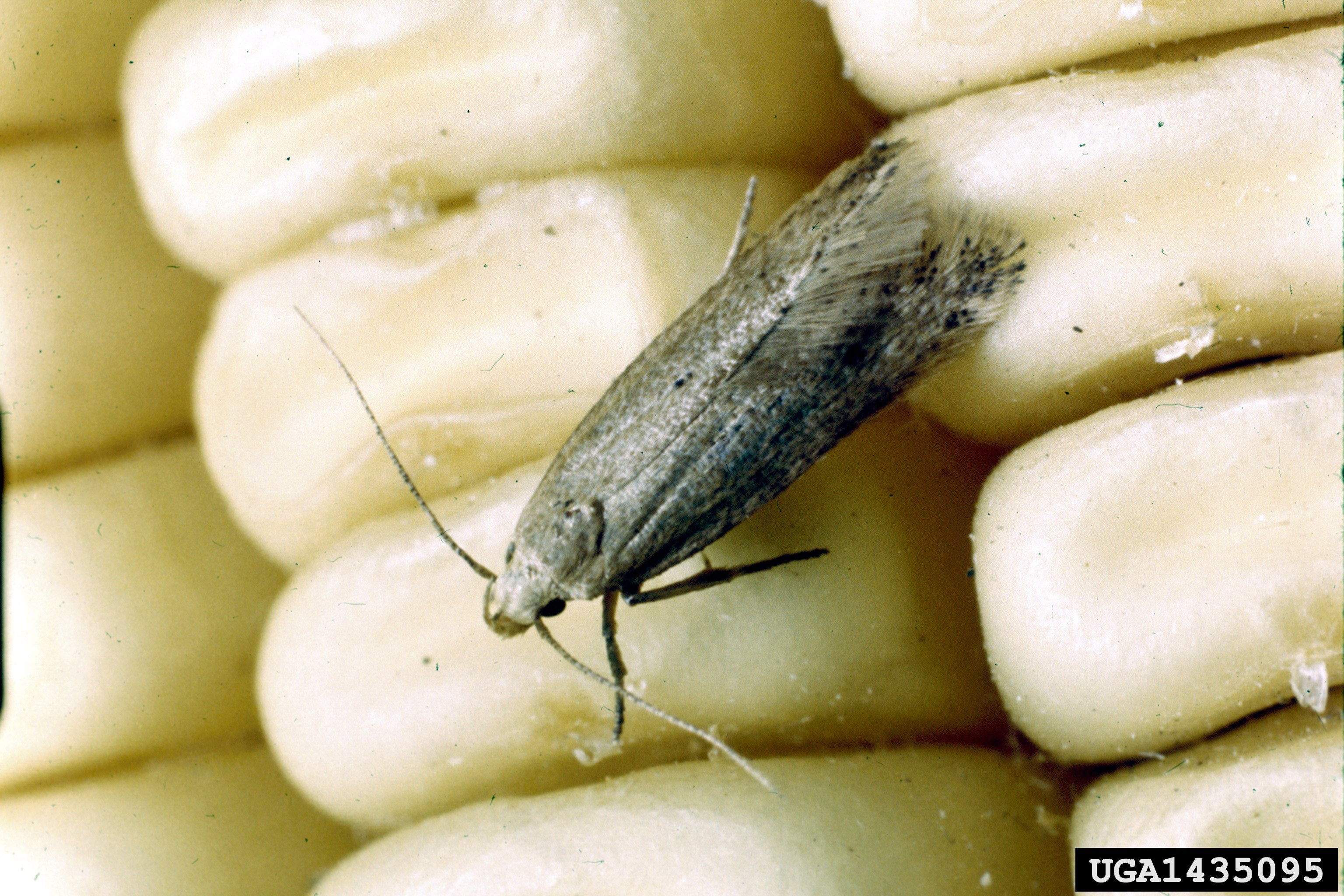
Доросла зернова міль на кукурудзі

Схожа на кімнатну міль; жовтого кольору, голова біла, розмах крил 10-16 міліметрів. Передні крила вузькі, з гострими верхівками, від сіруватожовтого до солом'яножовтого кольору з домішками коричневих лусочок. Задні крила вузькі з гострими верхівками, сріблястосірі. Бахрома передніх і задніх крил широка. Яйце розміром 0,5 міліметра, овальне, свіжовідкладене — біле, в подальшому — жовте. Гусениця, що тільки відродилась, червонувата, а яка завершила розвиток — біла або жовта, ноги слабо розвинені, довжина тіла до 6 міліметрів завдовжки. Лялечка — 6-6,5 міліметра, жовта, кінець черевця з трьома тупими шипиками та рідкими тонкими волосками.

## Екологія

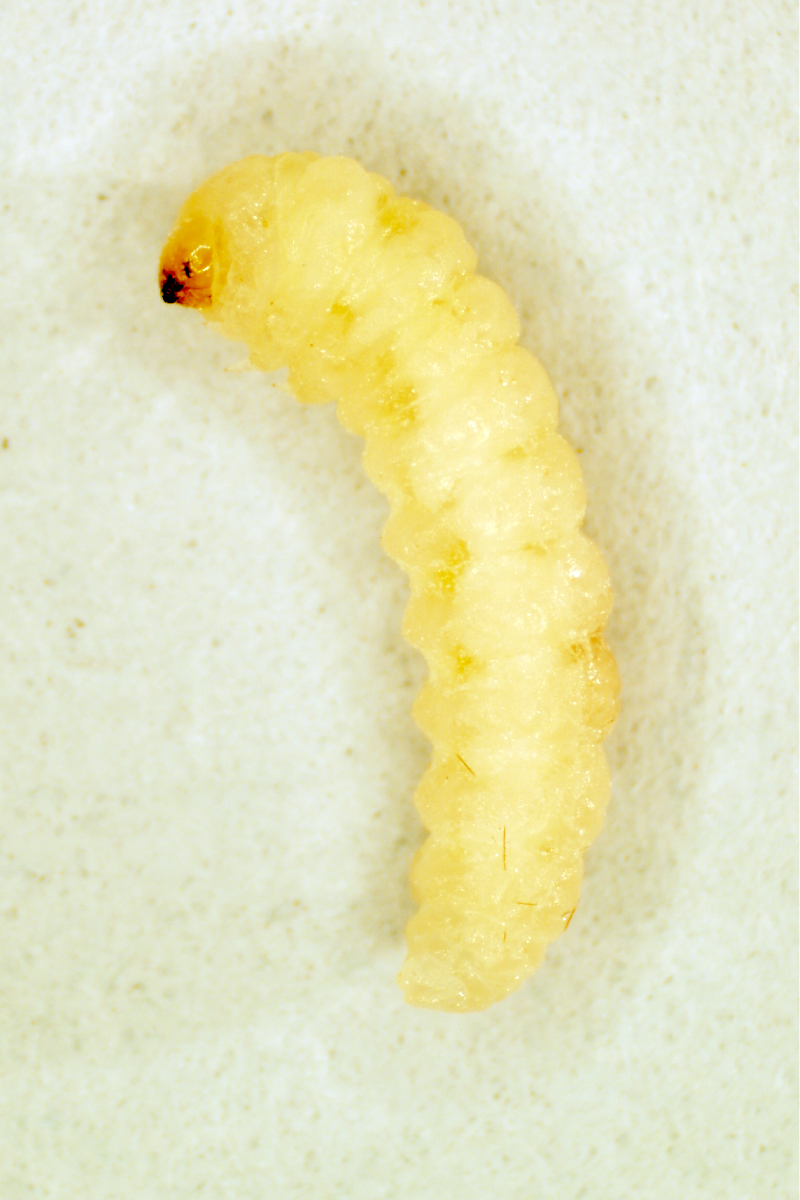
Личинка молі

Зимують гусениці й лялечки в зернівках. Самки відкладають яйця по одному на зерно, найчастіше в борозенку. Плодючість — до 200 яєць. Гусениці, що відроджуються через 7 — 8 діб, дуже рухливі й активно розшукують зручне місце для проникнення в зернівку. Проникнувши в неї, гусениця живиться її вмістом, вигризаючи при цьому порожнину. Весь розвиток гусениці відбувається в зерні, там же вона й заляльковується. У одній зернівці пшениці або ячменю буває тільки одна гусениця, а в зерні кукурудзи — дві-три. Вхідний отвір вузький, біля нього завжди є залишки екскрементів. Перед заляльковуванням гусениця розширює отвір, затягуючи його павутиною. При виході метелика лялечка з зерна не висувається. Оптимальною для розвитку шкідника в усіх стадіях є температура 27 — 28 °C. Увесь цикл розвитку при 14,3 °C триває 113 діб, при 21 °C — 35, при 27,5 °C — 28 діб. Вологість зерна нижче 14% спричинює загибель яєць і гусениць. У зерносховищах може розвиватися до 8 поколінь за рік. У полі на півдні ареалу розвивається до двох поколінь.
Чисельність зернової молі та її шкодочинність істотно знижують хижаки та паразити. Найвідоміші ентомофаги зернової молі: пузатий кліщ — Pyemotes ventricosus Nev. , рудий борошноїд — Laemophloeus testaceus F. (ряд Coleoptera), трихограма — Trichogramma sp., габроцитус — Habrocytus cerealella Ash. та птеромалюс — Pteromalus gelechiae Web. (ряд Hymenoptera).

## Заходи захисту
Гусениці гинуть як від високих, так і від низьких температур. Прогрівання зерна до 60 °C вбиває яйця через 5 хв, а гусениць через 60 — 90 хв. Низькі температури діють повільніше: охолодження зерна до температури нижче −10 °C знезаражує його впродовж двох — трьох діб. Основне значення мають профілактичні заходи: очищення й хімічна дезінсекція складів перед завантаженням.